# Nové Butovice (metropolitana di Praga)
Nové Butovice è una stazione della linea B della metropolitana di Praga.

## Storia
La stazione è stata attivata il 26 ottobre 1988, come parte del prolungamento della linea B tra Smíchovské nádraží e questa stazione.

## Strutture e impianti
La stazione è sotterranea ed è dotata di due binari, serviti da una banchina centrale.

## Servizi
La stazione è dotata di ascensori per le persone a mobilità ridotta.
- Biglietteria
- Servizi igienici

## Interscambi
- Fermata autobus (linee 137, 142, 149, 168, 184 e 394)[2]